# Pharetronida
Фаретроніди (лат. Pharetronida) — надряд морських тварин класу Вапнякові губки.

## Поширення
- В еоцені вони поширювались на колишніх територіях Індії і Нової Зеландії.
- Крейда: Австрія, Чехія, Франція, Швейцарія, Велика Британія.
- Юрський період: Франція, Німеччина, Індія, Марокко, Перу, Польща, Португалія.
- Тріас: Австрія, Угорщина, Італія, Перу, Філіппіни, Словаччина, Словенія, США.

## Класифікація
За даними Paleobiology Database надряд налічує 46 родів та 3 ряди: (Надряд також включає вимерлі губки)
Ряди:
- Baerida
- Leucosolenida
- Lithonida

Роди
- Alasonia
- Aphlebospongia
- Aplosphecion
- Blastinoidea
- Brevisiphonella
- Calicia
- Cnemicopanon
- Coeloconia
- Coniatopenia
- Conispongia
- Conocoelia
- Cornuaspongia
- Diasterofungia
- Diestosphecion
- Diplostoma
- Discocoeila
- Dyoconia
- Dyocopanon
- Elasmocoelia
- Euzittelia
- Inobolia
- Pachymura
- Pachytilodia
- Peronidellidae
- Pharetrospongia
- Plectinia
- Polycnemiseudea
- Polyendostoma
- Porosphaerella
- Radicispongia
- Raphidonema
- Rauffia
- Reticulcoelia
- Sagittularia
- Solenocoelia
- Synopella
- Thamnonema
- Trachyphlyctia
- Trachysinia
- Trachyspecion
- Trachytila
- Tremospongia
- Tretocalia
- Tubispongia
- Virmula
- Winwoodia